# Shawi
Shawi är ett kawapananspråk med 21 000 talare (2013) som talas i Alto Amazonas och Datem del Marañón, samt i norra delen av San Martín. De flesta shawibarnen lär sig det som sitt första språk. Språket används av alla åldrar.
Shawi är agglutinerande och syntetiskt. Den vanliga ordföljden är subjekt–objekt–verb.
Shawi har nio konsonanter, två halvvokaler och fyra vokaler (a, i, u, ɨ).
Nya Testamentet har översatts till shawi.